# Mali Vranovac
Vranoc i Vogël en albanais et Mali Vranovac en serbe latin (en serbe cyrillique : Мали Врановац) est une localité du Kosovo située dans la commune/municipalité de Deçan/Dečani, district de Gjakovë/Đakovica (Kosovo) ou de Pejë/Peć (Serbie). Selon le recensement kosovar de 2011, elle compte 101 habitants, tous albanais.

## Démographie

### Évolution historique de la population dans la localité
| 1948 | 1953 | 1961 | 1971 | 1981 | 1991 | 2011 |
| ---- | ---- | ---- | ---- | ---- | ---- | ---- |
| 120  | 135  | 148  | 150  | 140  | 119  | 101  |

|  |